# Grevenmacher
Grevenmacher este un oraș în Luxemburg.